# سلطنة آل إقبال
سلطنة آل إقبال أو إمارة آل فارس بن إقبال أقامها السلطان عبد الباقي بن فارس آل إقبال على أنقاض دولة الإباضية، وعاصمتها مدينة الشحر الواقعة في حضرموت. إن تواريخ قيام وزوال هذه الإمارة غير محققة، ولكن كانت وفاة مؤسسها سنة 547 هـ بمأرب. ومن أمرائها عبد الرحمن بن راشد بن إقبال الذي استولى على حضرموت جميعها بالشراء من ولاتها سنة 633 هـ، ولكنها خرجت عن يده بعد ثلاث سنوات من شرائها وتوفي سنة 664 هـ. واليوم هي جزء من محافظة حضرموت بالجمهورية اليمنية.